# Formosa (ciudad)
La ciudad de Formosa es la capital de la provincia y del departamento homónimo, en Argentina. Se encuentra en la margen derecha del río Paraguay, frente a la localidad paraguaya de Alberdi, a 1107 km de la ciudad de Buenos Aires, en el nordeste argentino. Es el centro político, administrativo y cultural de la provincia y su localidad más poblada.
Con sus 260 325 habitantes (Indec, 2022), es una de las veinte ciudades más populosas de Argentina. Según datos generados por la Encuesta Permanente de Hogares (INDEC, 2010) tuvo el segundo índice de desempleo más bajo del país con un 2,2 %.
Se ubica en una extensa llanura, a una altitud de 57 m s. n. m., en una barranca pronunciada sobre el río Paraguay. En las cercanías se desarrollan lagunas, bañados y riachos. La laguna más importante es la Oca, antiguo curso del río Paraguay declarada en 2001 Reserva de la biosfera.

## Toponimia
Se especula con que el nombre Formosa deriva de una locución latina que significa «hermosa» y que habría sido dado por los conquistadores españoles al navegar por el río Paraguay. También puede ser una variante de fermosa (la más hermosa).
Otra versión indica que la ciudad lleva ese nombre porque el coronel Luis Jorge Fontana, exclamó "¡Qué vuelta fermoza!", debido a la hermosa vista que generaba la curva de las aguas del río Paraguay frente a sus ojos. (Luego, se decide fundar allí un poblado bajo el nombre de «Villa Formosa».)

## Historia

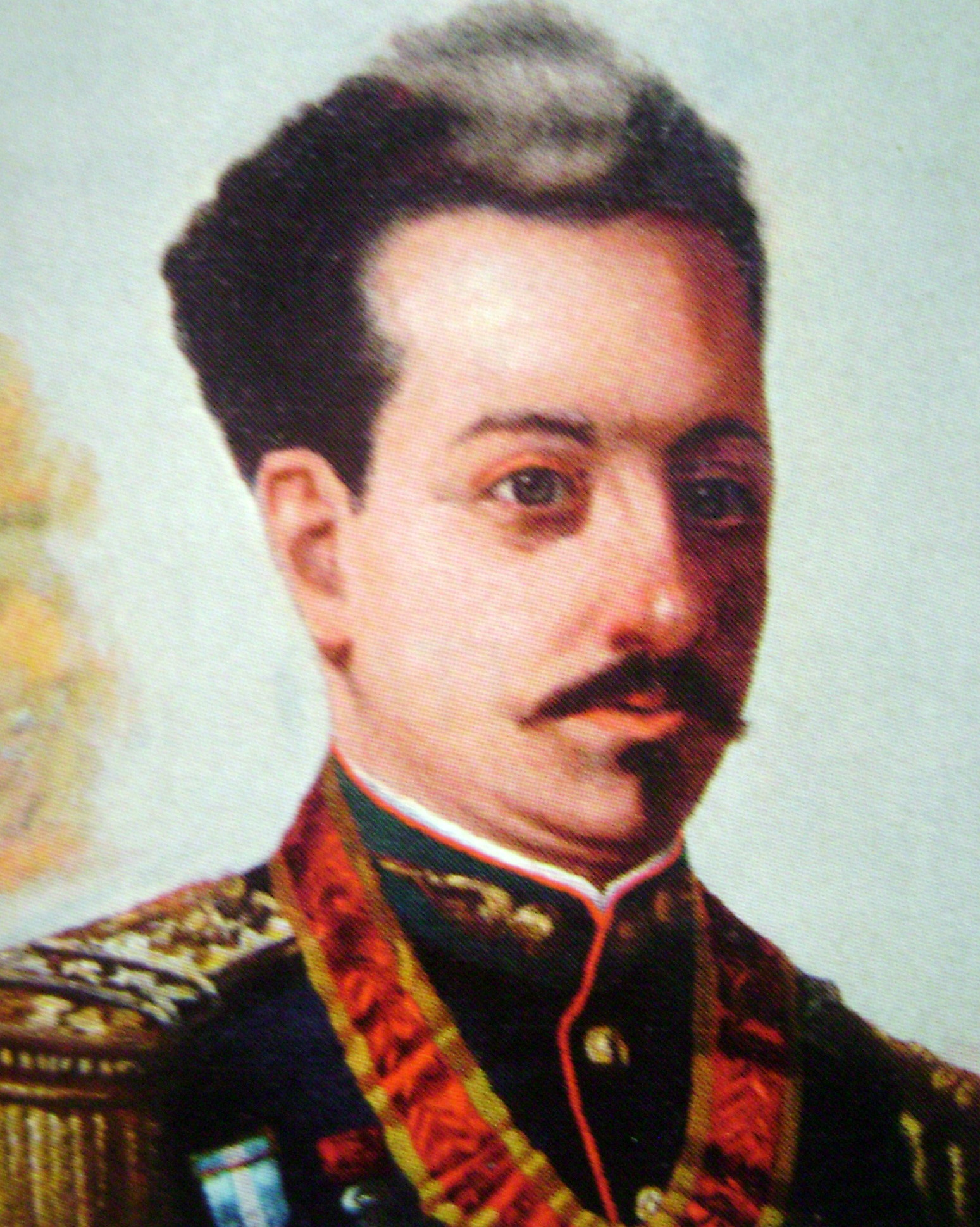
Comandante Luis Jorge Fontana, fundador de la ciudad de Formosa en 1879.

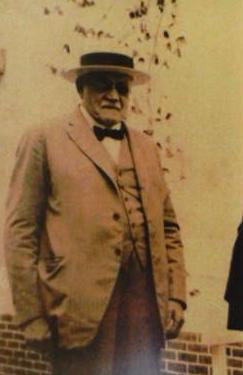
Domingo Bibolini (1849-1933), comerciante, ganadero y agente marítimo. Acompañó a Luis Jorge Fontana en la fundación de Formosa. Fue unos de los primeros habitantes y fue nombrado varias veces intendente de la ciudad

Desde la llegada de los europeos, hasta mediados del siglo XIX, la región donde actualmente se asienta la ciudad capital era explotada económicamente por la riqueza de sus bosques. Los españoles, si bien tenían intereses en la zona, no llegaron a establecer una población debido a la decisión de sus habitantes de entonces, el pueblo toba. Los únicos asentamientos poblaciones hispánicos, que prosperaron muy corto tiempo fueron San Carlos del Timbó (actual Herradura) y algunos fuertes del lado paraguayo como Villa Franca. Luego de la independencia americana, el Paraguay instaló en la margen occidental del río algunas poblaciones y fuertes, que tuvieron como eje económico la explotación de la densa masa boscosa.
La Guerra del Paraguay detuvo esta actividad, y la ocupación del espacio por el Gobierno argentino alejaría definitivamente la presencia paraguaya en la zona. 
La actual demarcación de la provincia tiene su origen cuando el 3 de febrero de 1876 se firmó el tratado de límites con el Paraguay.
Luego de varios años, el gobernador del Chaco, Lucio Mansilla, encomendó al coronel Luis Jorge Fontana la exploración y fundación de lo que sería la nueva capital del territorio, que hasta ese momento era en la Isla del Cerrito.
Fontana, a bordo del barco a vapor «El Resguardo», transitó las aguas del río Paraguay. Desembarcó en marzo de 1879 en el paraje conocido como «Vuelta Formosa». El informe que recibió Mansilla con las características de la región permitió conocer que el lugar ya había sido poblado con anterioridad, y que poseía riquezas forestales. Es así que el 8 de abril de 1879 se fundó la Villa Formosa con el propósito de ser la capital de la Gobernación del Chaco.
En 1884, según Ley Nacional n.º 1532, la gobernación se subdividió en el Territorio Nacional del Chaco y el Territorio Nacional de Formosa. La recientemente fundada ciudad queda como capital de este último. En 1955, según Ley Nacional n.º 14.408, se provincializó el territorio y la ciudad queda definitivamente como capital.
Desde la primera mitad del siglo XX, la Ciudad recibió a inmigrantes italianos, austríacos, paraguayos y españoles; así como pobladores de Santiago del Estero, Corrientes, Salta y Santa Fe. Esto permitió un amplio crecimiento demográfico.

### Otros acontecimientos históricos
- 1879: el 8 de mayo, un mes posterior a la fundación de la Ciudad, se creó la primera escuela de la ciudad, la Escuela N° 1 José de San Martín.
- 1883: se creó la Municipalidad de Formosa.
- 1885: inauguración de la primera Casa de Gobierno provincial, en lo que hoy son los Juzgados de España 1.
- 1905: instalación de la primera fábrica de Tanino, propiedad de A. Bracht.
- 1915: inauguración de la línea férrea Formosa – Las Lomitas.
- 1936: la firma Bunge & Born se instaló en la Ciudad e inició la venta de algodón cultivado en la región.
- 1945: se terminó de construir la Iglesia Catedral.
- 1957: se creó el Obispado de Formosa.
- 1957:Se sancionó la Constitución Provincial.
- 1975: un comando de Montoneros intentó copar el Regimiento de Infantería; pero no lo consiguen, ya que fueron repelidos por el Ejército Argentino
- 1978: inició sus transmisiones Canal 11 de Formosa.
- 1981: se inauguró el Estadio Antonio Romero.
- 1983: las inundaciones en la Ciudad provocan miles de evacuados y cuantiosos daños.
- 1987: inició sus transmisiones el Canal 3 de Formosa.
- 1988: a través de la Ley 23.631, se creó la Universidad Nacional de Formosa, con sede en la capital provincial.[3]
- 2003: el 23 de mayo se inauguró la Costanera de Formosa
- 2019: se inauguró la peatonal sobre la calle Rivadavia.[4]
- 2021: el 5 de marzo durante la Pandemia de COVID-19 ocurren manifestaciones en el centro de la ciudad, en reclamo por medidas de aislamiento ante el aumento de casos en la ciudad.[5] La policía reprimió y hubo varios detenidos, captando la atención de los medios nacionales y la condena de organismos de derechos humanos.[6] Por la noche emprendimientos gastronómicos abrieron y muchas personas circulaban por el centro ignorando las medidas oficiales de aislamiento.[7]

## Geografía

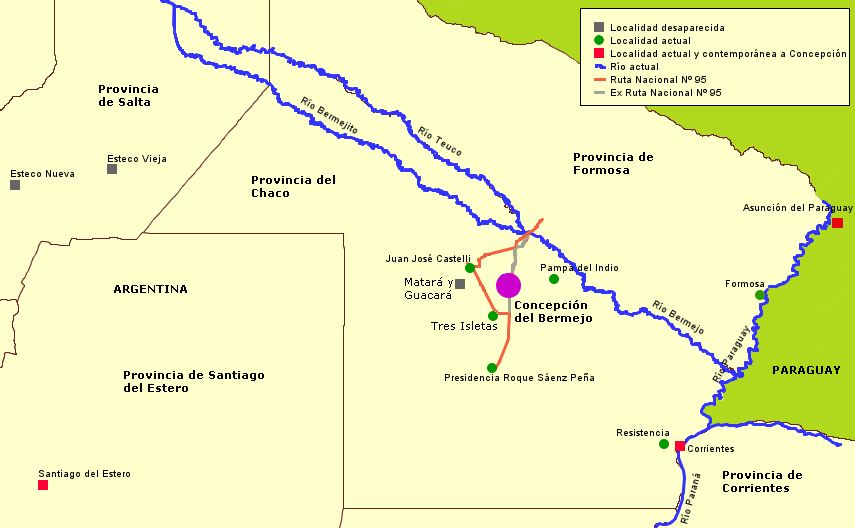
Mapa en el que aparecen los ríos Bermejo, Teuco, Bermejito y Paraguay; sobre este último, a la derecha, se encuentra la ciudad de Formosa

La ciudad se ubica en el valle aluvional del Río Paraguay. Frente a la ciudad el río presenta altas barrancas, pero en otras zonas se presentan anegadizas, formando meandros y lagunas, entre las que se destacan la Laguna de los Patos y la famosa y concurrida Laguna Oca, donde se ubica una Reserva de Biósfera. Varios cursos de agua menores recorren la zona desde el noroeste hacia el sudeste. Entre ellos está el Riacho Formosa al norte y el Riacho El Pucú hacia el sur de la ciudad. Más al sur, el Riacho San Hilario marca prácticamente el extremo sur de la ciudad.

### Clima

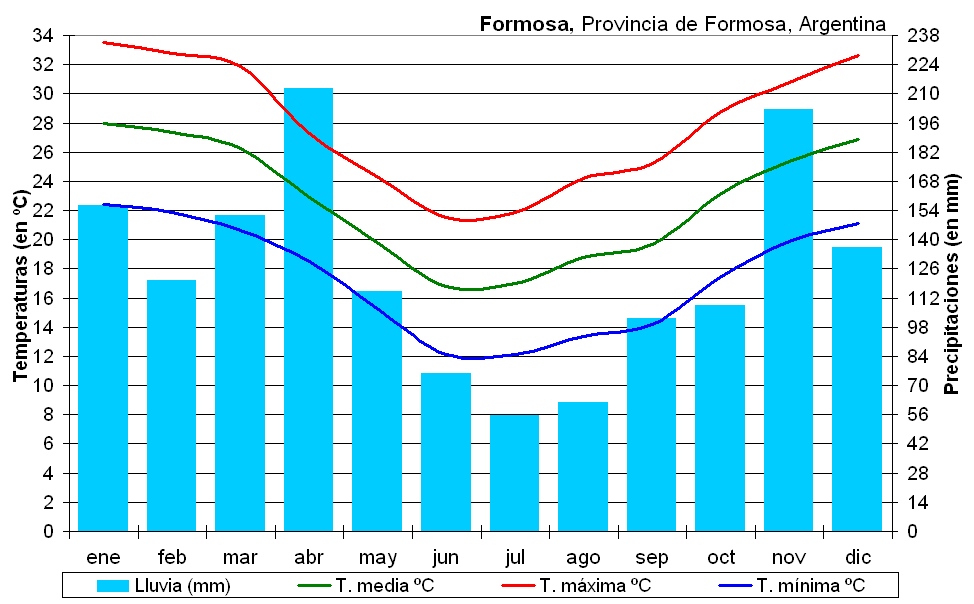
Climograma de Formosa

El tipo climático local es semitropical semiestépico, con precipitaciones adecuadas durante todos los meses, Según la clasificación climática de Koppen, Formosa tiene un clima subtropical húmedo (Cfa).

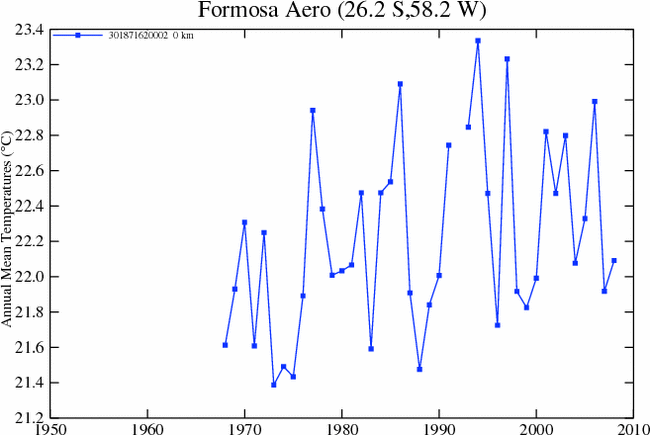
Típica muestra de la termografía del aire en casilla meteorológica, tomada entre 1968 y 2008 (NASA), sin el adicional calentamiento por la isla de calor urbana

En cuanto a las temperaturas, son elevadas, oscilando entre los 16 °C de media en el mes más frío y los 29 °C del más cálido. Las temperaturas mínimas raramente bajan de los 10 °C, aunque los ingresos de aire polar hace que en algunos días la temperatura baje hasta los 1 °C durante los meses de junio y julio, y las máximas pueden alcanzar según la época que se atraviese a más de 44 °C. En el verano, las temperaturas son altas e ideales para disfruar de los espejos de agua que están en las inmediaciones de la ciudad lo que unido a la alta humedad (el promedio anual supera el 75%) proporciona un clima propiamente tropical.
Su vecindad con el ancho río Paraguay tiene un efecto benéfico sobre las temperaturas, en especial durante el verano. Los vientos más comunes son el viento norte (o nordeste, por la inclinación de la ciudad mirando hacia el nordeste por la dirección del río, el sur (o pampero), que sopla en los días de invierno más rigurosos.
La temperatura máxima registrada fue de 49.5 °C, y la mínima de 0.3 °C.
| Parámetros climáticos promedio de Formosa Aero, Argentina (1991-2020) | Parámetros climáticos promedio de Formosa Aero, Argentina (1991-2020) | Parámetros climáticos promedio de Formosa Aero, Argentina (1991-2020) | Parámetros climáticos promedio de Formosa Aero, Argentina (1991-2020) | Parámetros climáticos promedio de Formosa Aero, Argentina (1991-2020) | Parámetros climáticos promedio de Formosa Aero, Argentina (1991-2020) | Parámetros climáticos promedio de Formosa Aero, Argentina (1991-2020) | Parámetros climáticos promedio de Formosa Aero, Argentina (1991-2020) | Parámetros climáticos promedio de Formosa Aero, Argentina (1991-2020) | Parámetros climáticos promedio de Formosa Aero, Argentina (1991-2020) | Parámetros climáticos promedio de Formosa Aero, Argentina (1991-2020) | Parámetros climáticos promedio de Formosa Aero, Argentina (1991-2020) | Parámetros climáticos promedio de Formosa Aero, Argentina (1991-2020) | Parámetros climáticos promedio de Formosa Aero, Argentina (1991-2020) |
| Mes                                                                   | Ene.                                                                  | Feb.                                                                  | Mar.                                                                  | Abr.                                                                  | May.                                                                  | Jun.                                                                  | Jul.                                                                  | Ago.                                                                  | Sep.                                                                  | Oct.                                                                  | Nov.                                                                  | Dic.                                                                  | Anual                                                                 |
| --------------------------------------------------------------------- | --------------------------------------------------------------------- | --------------------------------------------------------------------- | --------------------------------------------------------------------- | --------------------------------------------------------------------- | --------------------------------------------------------------------- | --------------------------------------------------------------------- | --------------------------------------------------------------------- | --------------------------------------------------------------------- | --------------------------------------------------------------------- | --------------------------------------------------------------------- | --------------------------------------------------------------------- | --------------------------------------------------------------------- | --------------------------------------------------------------------- |
| Temp. máx. abs. (°C)                                                  | 41.4                                                                  | 41.3                                                                  | 41.7                                                                  | 38.0                                                                  | 37.0                                                                  | 34.0                                                                  | 34.0                                                                  | 39.6                                                                  | 42.4                                                                  | 43.7                                                                  | 41.5                                                                  | 42.2                                                                  | 43.7                                                                  |
| Temp. máx. media (°C)                                                 | 34.1                                                                  | 33.0                                                                  | 31.7                                                                  | 28.6                                                                  | 24.5                                                                  | 22.8                                                                  | 22.7                                                                  | 25.4                                                                  | 27.2                                                                  | 29.5                                                                  | 30.9                                                                  | 33.0                                                                  | 28.6                                                                  |
| Temp. media (°C)                                                      | 27.7                                                                  | 26.9                                                                  | 25.6                                                                  | 22.7                                                                  | 19.0                                                                  | 17.3                                                                  | 16.4                                                                  | 18.3                                                                  | 20.4                                                                  | 23.4                                                                  | 24.8                                                                  | 26.9                                                                  | 22.5                                                                  |
| Temp. mín. media (°C)                                                 | 22.5                                                                  | 22.0                                                                  | 20.6                                                                  | 18.0                                                                  | 14.6                                                                  | 13.1                                                                  | 11.5                                                                  | 12.7                                                                  | 14.7                                                                  | 18.2                                                                  | 19.2                                                                  | 21.4                                                                  | 17.4                                                                  |
| Temp. mín. abs. (°C)                                                  | 14.4                                                                  | 12.3                                                                  | 7.7                                                                   | 6.2                                                                   | -0.1                                                                  | -0.8                                                                  | -1.4                                                                  | -2.3                                                                  | 1.9                                                                   | 6.0                                                                   | 9.1                                                                   | 10.3                                                                  | -2.3                                                                  |
| Precipitación total (mm)                                              | 163.5                                                                 | 135.6                                                                 | 138.2                                                                 | 159.6                                                                 | 110.1                                                                 | 60.3                                                                  | 41.0                                                                  | 34.8                                                                  | 74.8                                                                  | 150.3                                                                 | 159.9                                                                 | 178.4                                                                 | 1406.4                                                                |
| Días de precipitaciones (≥ 0.1 mm)                                    | 8.7                                                                   | 8.7                                                                   | 8.0                                                                   | 8.5                                                                   | 8.2                                                                   | 6.7                                                                   | 5.1                                                                   | 4.8                                                                   | 7.1                                                                   | 10.1                                                                  | 8.9                                                                   | 9.2                                                                   | 94.0                                                                  |
| Horas de sol                                                          | 279.0                                                                 | 235.2                                                                 | 229.4                                                                 | 201.0                                                                 | 201.5                                                                 | 171.0                                                                 | 192.2                                                                 | 179.8                                                                 | 186.0                                                                 | 232.5                                                                 | 255.0                                                                 | 282.1                                                                 | 2644.7                                                                |
| Humedad relativa (%)                                                  | 71.5                                                                  | 74.2                                                                  | 76.4                                                                  | 78.9                                                                  | 81.2                                                                  | 81.0                                                                  | 76.4                                                                  | 70.3                                                                  | 69.3                                                                  | 72.4                                                                  | 71.1                                                                  | 71.4                                                                  | 74.5                                                                  |
| Fuente: Servicio Meteorológico Nacional                               |                                                                       |                                                                       |                                                                       |                                                                       |                                                                       |                                                                       |                                                                       |                                                                       |                                                                       |                                                                       |                                                                       |                                                                       |                                                                       |

### Trazado urbano

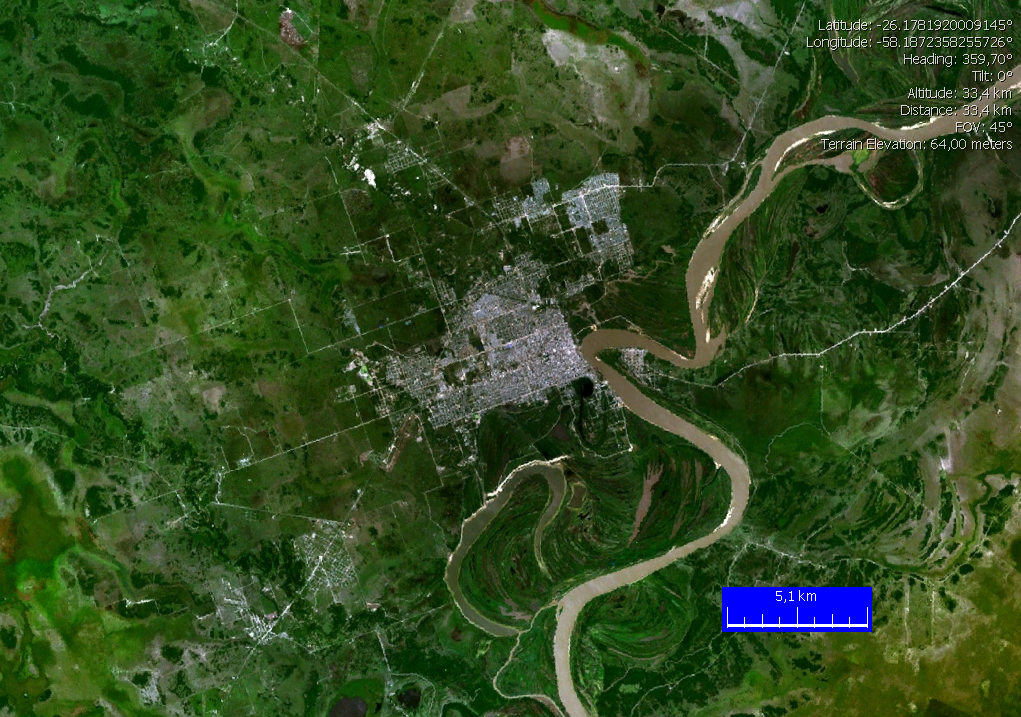
Vista del ejido desde 33 kilómetros de altura.

La ciudad de Formosa está construida desde sus inicios con un trazado en damero, divididos en lotes de 8 cuadras por 8, cada cuadra de 100 m × 100, que conforman los barrios, separados entre ellos por amplias avenidas. El área céntrica está delimitada por las Avenidas González Lelong al norte, Av. Pantaleón Gómez al oeste, la Av. Costanera al este y la Av. Napoleón Uriburu. La Avenida 25 de Mayo, que nace en el puerto, divide el microcentro de la Ciudad; luego atraviesa la plaza San Martín, para dirigirse por último al acceso Sur (paso de la Ruta Nacional RN 11).

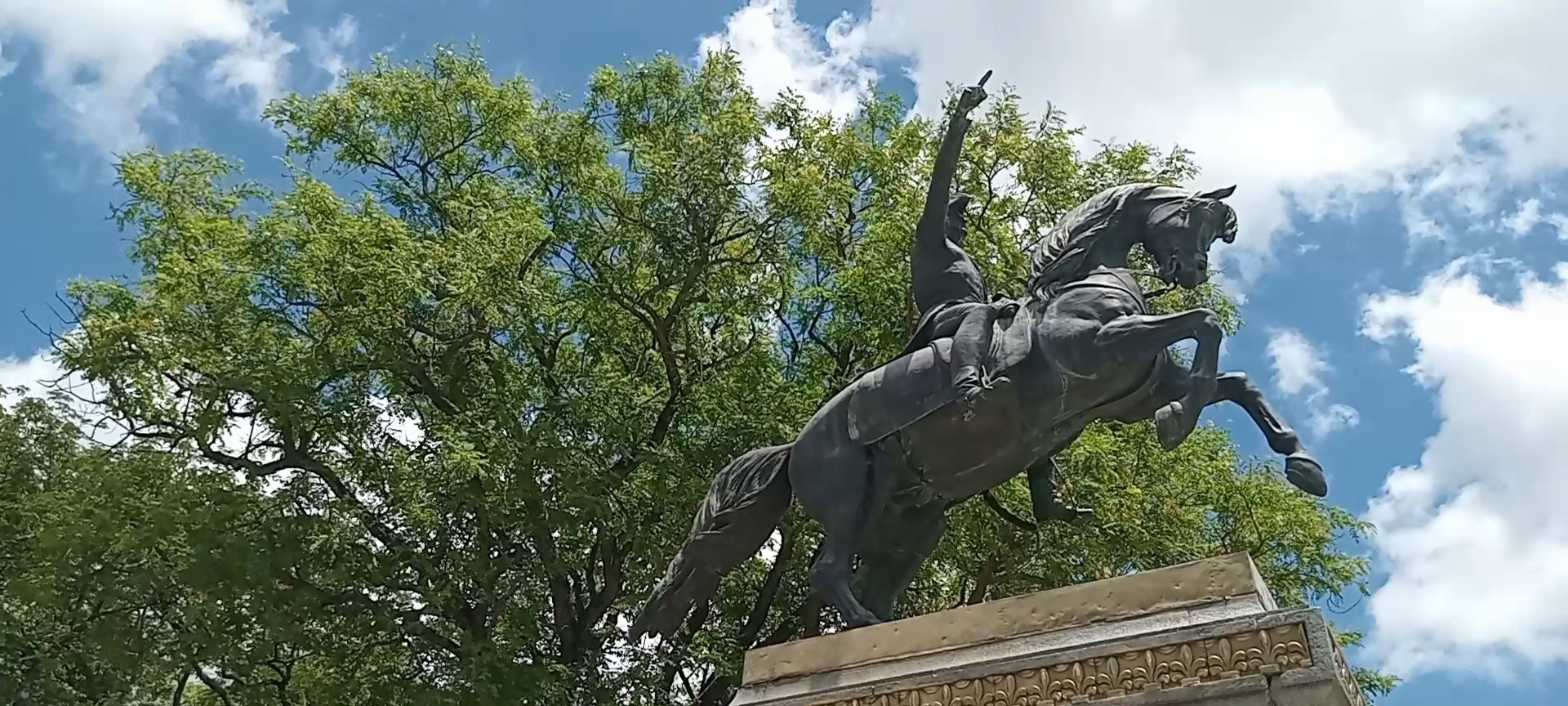
Estatua del general San Martín en la plaza que lleva su nombre, Formosa.

La Plaza San Martín es un inmenso espacio verde situado en el centro de la ciudad, con 4 ha, siendo una de las más grandes de la Argentina.[cita requerida] Es allí donde los formoseños optan por realizar actividades recreativas, deportivas, y como lugar de paseo. En un principio, esta plaza era llamada "8 de Abril", en alusión al día en que se fundó la Ciudad. Posteriormente, en 1913, la Presidencia de la Nación le obsequia al Gobierno Provincial una estatua de bronce del General San Martín sobre su caballo, de más de 2 m de alto. Esta imagen fue puesta sobre una base en la zona Oriental de la plaza. Desde ese día, la plaza lleva el nombre del prócer. En el espacio libre ubicado frente a la estatua se realizan actos oficiales y actividades recreativas durante todo el año, como conciertos, festivales, etc. Posee también una pista para patinaje, conformando una especie de pequeño anfiteatro, y un lago artificial, todo esto rodeado de una frondosa vegetación de variadas especies autóctonas.
La ciudad se distingue por el tupido arbolado de sus calles, avenidas y plazas. En las noches de verano, por las altas temperaturas, es común ver a sus habitantes disfrutar del fresco y las brisas nocturnas. La Costanera de la ciudad es otro importante lugar de paseo.

#### Arquitectura
Como ciudad nueva y en crecimiento, cuenta con pocos edificios de altura, aunque existen varios proyectos de construcciones altas que van a poblar la ciudad en un futuro cercano. La construcción más alta de la ciudad son las Torres Costanera, 2 torres con 15 pisos cada una, ubicadas en la Costanera entre las calles Ayacucho y Salta de la ciudad. 
Otras torres de importancia son: Torre del Litoral, con 14 pisos, Torre Río, con 13 pisos, Torre Incone con 10 pisos, Torres Brandzen con 10 pisos cada una, Edificio de la Casa de Gobierno con 6 pisos, Hotel Internacional de Turismo con 7 pisos, Hotel del Círculo de Oficiales de Gendarmería con 8 pisos, Edificio del Poder Judicial con 6 pisos. 
Además, existen edificios en construcción, de más de 10 pisos cada uno. Es de destacar que está en construcción el Hotel Plaza II, que tendrá 11 pisos. Otras edificaciones altas de menor altura son el Hotel Plaza de 4 pisos, la sede del IASEP de 4 pisos, las Torres Tola I y II, la primera de 4 pisos y la segunda de 3 pisos, ubicadas sobre la Avenida Gutnisky en el acceso sur, el edificio del Instituto de Bellas Artes, con una moderna estructura de 4 pisos sobre Avenida 9 de Julio y Calle España. Sobre la avenida Aramburu se encuentra el edificio del Ministerio de Obras Públicas con 4 pisos, y varios edificios de departamentos que tienen entre 3 y 5 pisos que están repartidas a lo largo de la ciudad. 
Una moderna estructura que domina el cielo formoseño es el Estadio Cincuentenario, que tiene la altura equivalente a un edificio de 6 pisos.

#### Barrios
- 16 de julio
- La Solidaridad
- Mariano Moreno
- 12 de octubre
- 2 de abril
- 7 de mayo
- 7 de noviembre
- 8 de octubre
- 8 de octubre Bis
- 20 de Julio
- Antenor Gauna
- Bernardino Rivadavia
- Centro
- Caracolito
- Collucio
- Cono Sur
- CoViFol
- Divino Niño
- Don Bosco
- El Palmar
- El Palomar
- El Pucú
- El porvenir
- El Resguardo
- El Timbó I
- El Timbó II
- Emilio Tomás
- Eva Perón
- Evita
- Facundo Quiroga
- Federación
- Fleming
- Fontana
- General San Martín
- Guadalupe
- Guayaibí
- Hipólito Yrigoyen
- Illia I
- Illía II
- Incone
- Independencia
- Itatí I
- Itatí II
- Juan Domingo Perón
- Juan Manuel de Rosas
- La Estrella
- La Floresta
- San Isidro Labrador
- La Paz
- Las Delicias
- Liborsi
- Libertad
- Malvinas
- Militar
- Nanqom
- Nueva Formosa
- Nueva Pompeya
- Obrero
- Parque Urbano I
- Parque Urbano II
- San Pío X
- República Argentina
- Sagrado Corazón
- San Agustín
- San Andrés
- San Francisco
- San José Obrero
- San Juan
- San Juan Bautista
- San Martín
- San Miguel
- San Pedro
- Santa Isabel
- Santa Rosa
- Sarmiento
- Simón Bolívar
- Urunday
- Venezuela
- Vial
- Villa del Rosario
- Villa Hermosa
- Villa Jardín
- Virgen del Carmen
- Villa Lourdes
- Virgen de Lujan
- Virgen Nuestra Señora del Pilar
- B° Ricardo Balbín
- Lote 4
- Lujan

### Demografía

Área urbana de la ciudad de Formosa según el INDEC en 2001.

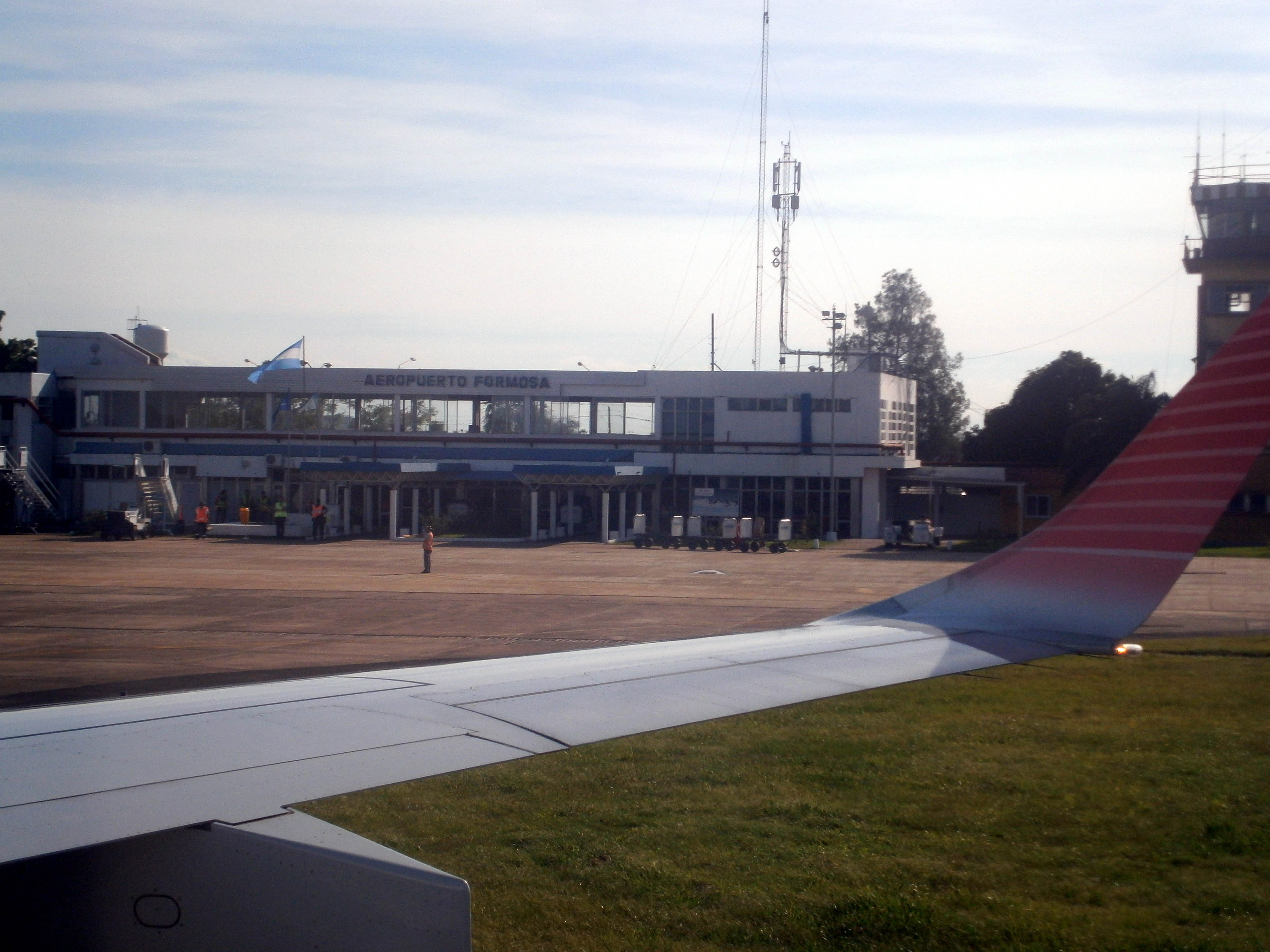
Aeropuerto Internacional El Pucú (Formosa).

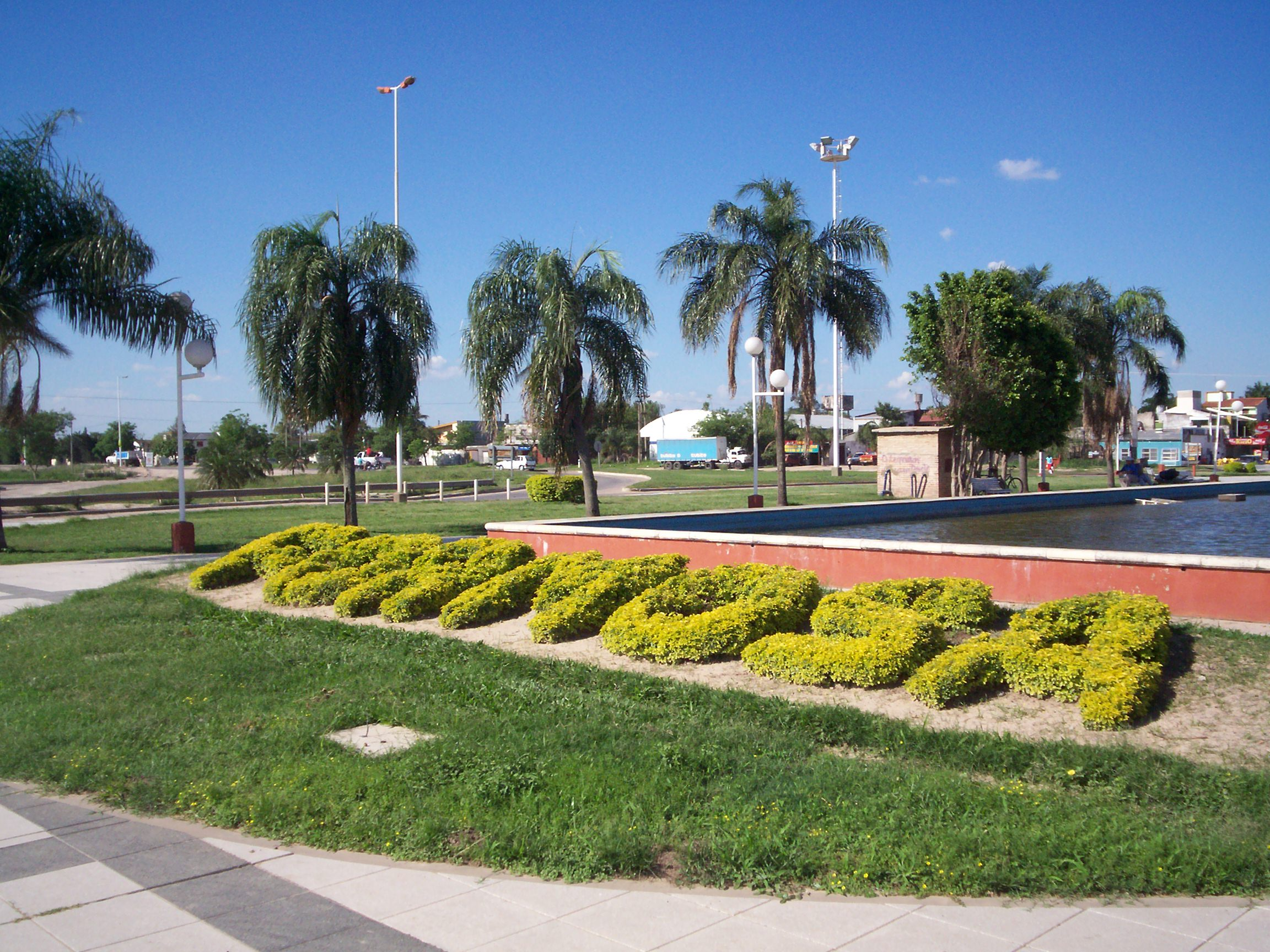
Empalme entre las rutas nacionales 11 y 81.

Población: 269 589 habitantes (2022)
A nivel población ocupa el lugar N.º 17 de la Argentina, con una tasa anual de crecimiento del 2,78 % por mil habitantes; y el cuarto lugar no siendo conglomerado, en la región NEA, después del Gran Resistencia, Gran Corrientes y el Gran Posadas. En los últimos años el crecimiento demográfico ha sido explosivo, y ese crecimiento se refleja en la creación de nuevos asentamientos urbanos que han sobrepasado los límites de la planta urbana. Es el caso del nuevo asentamiento denominado Nueva Formosa, que en la primera etapa de construcción se han edificado 300 viviendas, y que el futuro completarán las 6.000. La urbanización se ubica al sudoeste de la ciudad, a unos 9 km del centro. Al sur, siguiendo el trazado de la ruta nacional N° 11, se están poblando nuevos barrios como el Pompeya, y el Villa del Carmen, que totalizan un total de casi 7000 habitantes ambos, y a una distancia de 20 km del centro. En la zona norte de la ciudad también van proliferándose nuevos barrios como el Antenor Gauna, el 20 de julio y otros, con una gran densidad poblacional. A 10 km siguiendo al norte de la ruta N° 11 se encuentra el Barrio Nanqom, habitado por miembros de la comunidad toba de la región, donde funcionan una escuela, un centro de salud y una delegación policial. En sus cercanías se está edificando la planta transformadora de 500 kW que proveerá de energía eléctrica a toda la región.
| Gráfica de evolución demográfica de Formosa entre 1970 y 2022 |
|                                                               |
| Fuente: Censos nacionales del INDEC                           |

## Infraestructura de transporte
Formas de acceso a la ciudad:
Por tierra
- Rutas Nacionales desde el sur 11, comunicada con el resto del país por un puente interprovincial con el Chaco, y con el Paraguay desde el norte, a través del Puente Internacional San Ignacio de Loyola en Clorinda, a 120 km y 81, que la conecta con Salta y Jujuy, y desde éstas a Bolivia y Chile. El tramo de la ruta Nacional N° 11 que cruza por la ciudad está siendo reconstruida y transformada en una moderna autopista. Hay proyectos en transformar en autopista el trayecto Resistencia- Formosa en el futuro.
- Ferrocarril General Belgrano: a 2021 fuera de funcionamiento.

Por aire
- Aeropuerto Internacional El Pucú, donde llegan y parten servicios diarios desde y hacia Buenos Aires.

Por agua
- Puerto de Formosa, desde donde parten diariamente embarcaciones pequeñas hacia la vecina localidad paraguaya de Villa Alberdi, contando así con un intenso tránsito vecinal entre ambas orillas del río Paraguay, a uno y otro lado del límite internacional.

## Economía
La ciudad tuvo diversos ciclos económicos a lo largo de su historia.
- 1879 - 1920: ciclo del tanino[cita requerida]
- 1920 - 1970: ciclo del algodón[cita requerida]
- 1970 - actualidad: ciclo comercial/industrial[cita requerida]

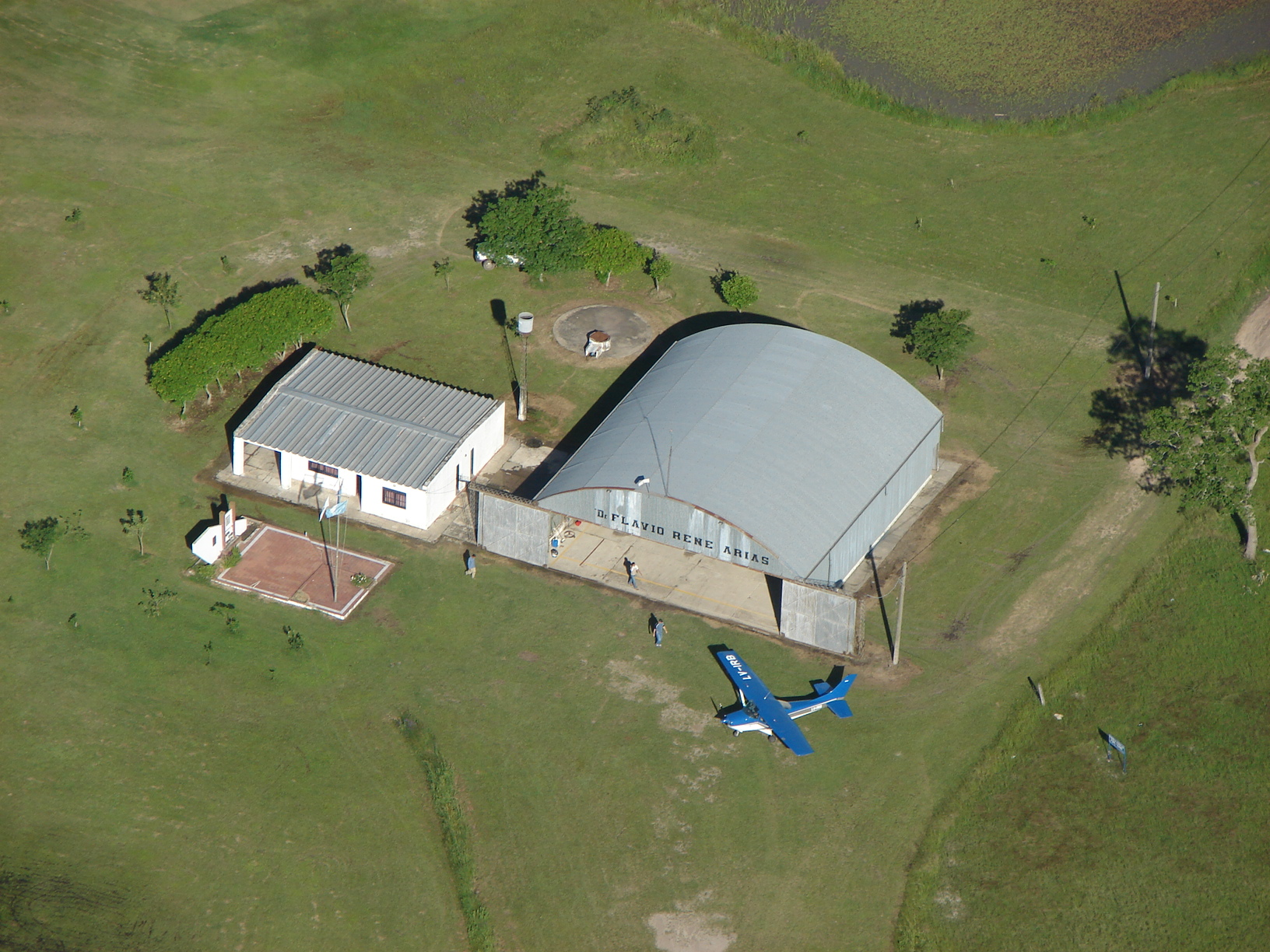
Vista del Aeroclub de Formosa

### Industria
En la primera etapa se destaca la explotación del tanino (una sustancia química extraída del Quebracho Colorado), con varias fábricas de extracción del tanino que se levantaron con participación de capitales ingleses y argentinos. Hoy día sigue funcionando una sola, al sur de la ciudad.[cita requerida]
Entre los años 1920 y 1970 se produjo un boom del algodón, aunque en la ciudad sólo existieron desmotadoras y no hilanderías; y desde la caída de los precios internacionales del algodón y de la fuerte competencia de países de la región, se produjo un intento de promoción industrial con la instalación del Parque Industrial Formosa, cuya capacidad fue mínima en la participación de industrias a nivel nacional, y solo abastecieron al mercado local, destacándose entre ellas a las panaderías, herrerías, carpinterías, fabricación de botellas de soda, etc.
A finales del siglo XX se consolidó en la región la Fábrica Formoseña de Refrescos ("Formosa Refrescos S.A."), que es la representante local y regional de Coca Cola, y abastece al mercado local y regional, como a las ciudades vecinas de Resistencia y Corrientes de la popular gaseosa. A fines de 2008, la empresa fue vendida por una millonaria suma a la firma mexicana Arca S.A..
Hoy día se encaran esfuerzos en materia de agroindustria.

#### Polígonos industriales
- Parque Industrial Formosa

### Comercio
Lo que caracteriza a la ciudad es la fuerte tercerización de su economía, con gran actividad comercial, instalándose en Formosa varias cadenas de supermercados y de venta de artículos eléctricos, deportivos, indumentarias varias, etc, como así también venta de muebles de madera, provenientes de carpinterías del interior, y exportadas en gran medida a otros grandes centros nacionales e internacionales por su excelente calidad en maderas duras de la región.
El centro comercial más activo se encuentra en las calles Rivadavia (de la altura 0 al 300) y España (del 0 al 500).
Otro centro de comercio es la Avenida 25 de Mayo, originalmente el único acceso de la ciudad, por lo que concentró el movimiento de ferreterías y automotores. Y actualmente se ve un desplazamiento de la zona comercial hacia el sureste de la ciudad, en el acceso principal desde la provincia del Chaco (Avenida Gobernador Gutnisky).
También se ve un incesante crecimiento de pequeños y medianos comercios sobre las avenidas Italia (noroeste) y Ana Elías de Cánepa (noreste); aunque con menor repercusión.

#### Principales paseos
Actualmente Formosa posee el récord por tener el viacrucis más largo del mundo, recorriendo toda la provincia de Formosa de este a oeste, en unos 550 km que recorre desde la capital provincial hasta el límite con la Provincia de Salta.
- Plaza San Martín.
- Costanera Vuelta Fermoza.
- Iglesia Catedral Nuestra Señora del Carmen: declarada Monumento Histórico Provincial. Sede del Obispado de Formosa.
- Reserva de Biósfera Laguna Oca del río Paraguay: única reserva de biósfera del mundo inserta en una ciudad. En los veranos, se convierte en la "playa" que poseen los formoseños.
- Casa de Gobierno.
- Museo Histórico Regional Juan Pablo Duffard: declarado Monumento Histórico Nacional.
- Archivo Histórico Provincial.

- Museo Policial.

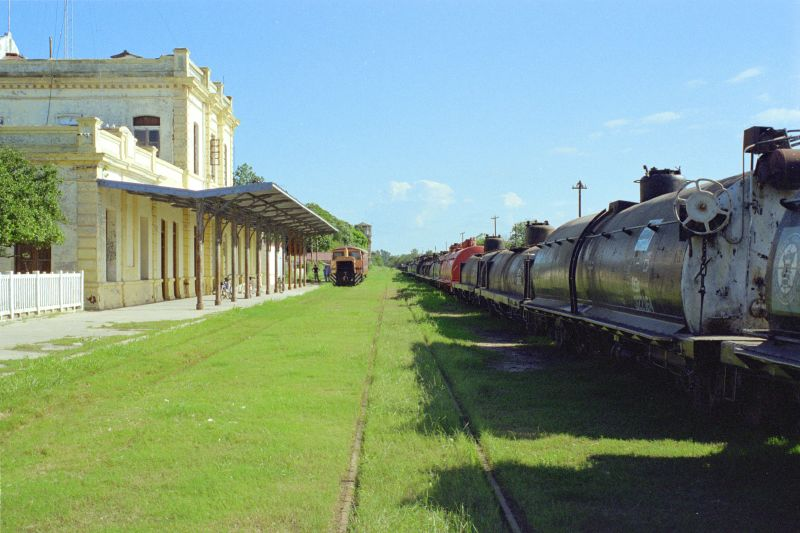
La exestación de Trenes de Formosa, a mediados de 1999. Actual Palacio Municipal de la Ciudad

- Parque Infantil Paraíso de los Niños.Lapachos en el Paraíso de Los Niños
- Plaza Temática.

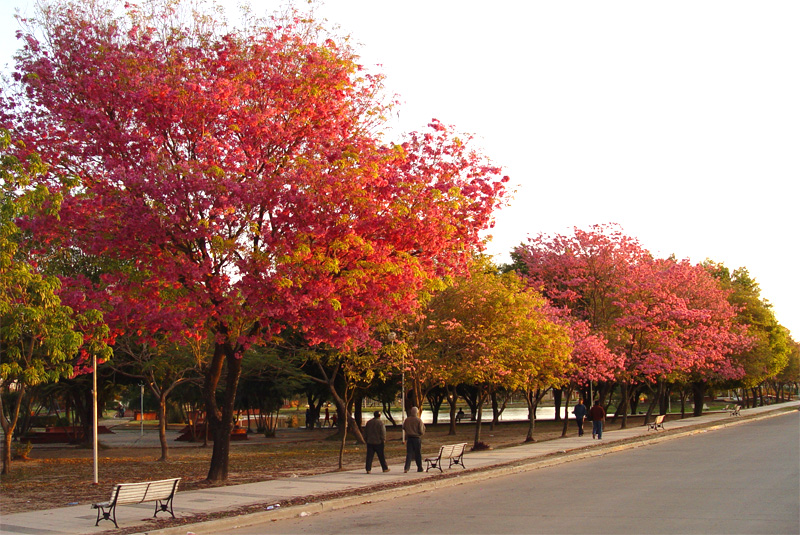
Lapachos en el Paraíso de Los Niños

- Casa de la Artesanía: donde se pueden observar y comprar trabajos manuales realizados por aborígenes de la Provincia.
- Anfiteatro de la Juventud.
- Estadio Antonio Romero.
- Estadio Polideportivo "Cincuentenario".
- Estadio Centenario.
- Exestación del Ferrocarril: actual Palacio Municipal de la ciudad de Formosa.
- Cruz del Norte: emplazada en el Acceso Sur de la Ciudad.
- Microcentro comercial.
- Parroquia María Auxiliadora de Don Bosco.

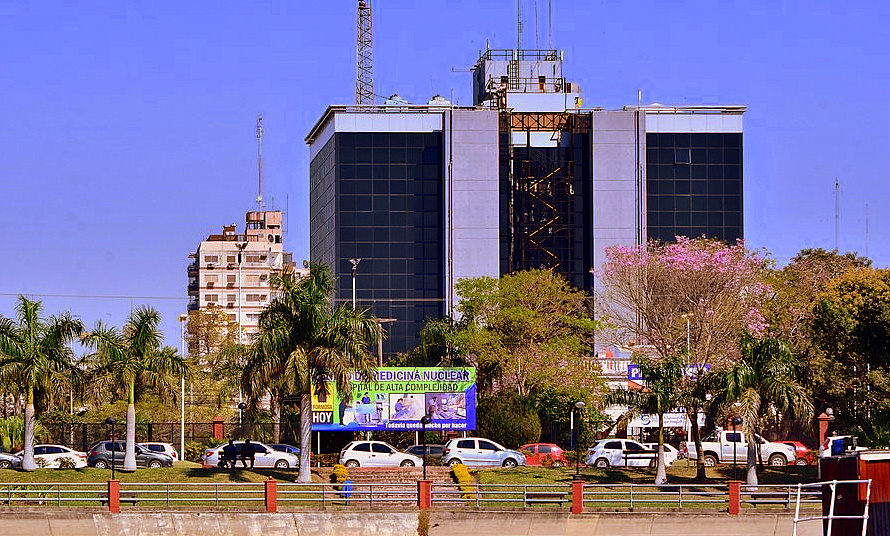
Casa de Gobierno de la Provincia de Formosa.

- Parroquia San Antonio: declarada Monumento Histórico Municipal.
- Mirador de la Costanera.
- Mercado Paraguayo: popularmente conocido como Mercadito Paraguayo, o simplemente El Mercadito; es un reconocido área comercial de la ciudad.
- Centro Cultural Municipal.
- Galpón "C": tradicional centro de exposiciones de la Ciudad.
- Galpón "G": centro de convenciones ubicado en el Predio Ferial Vuelta Fermoza. Sede de importantes eventos como FEDEMA y FRUTAR, entre otros.
- Paseo de Compras de la Ciudad.
- Mercado del Puerto.
- Nuevo Puerto de Cargas.

#### Museos

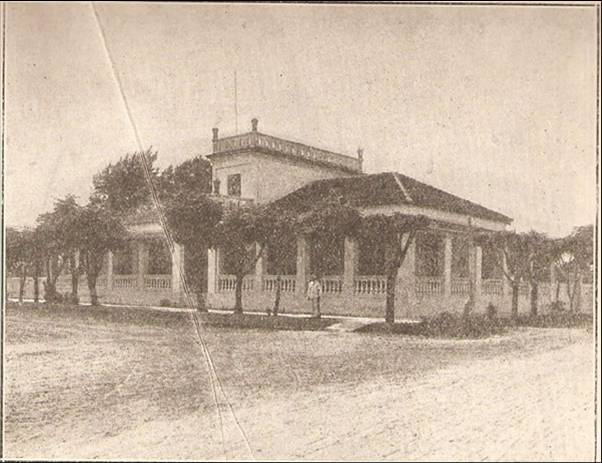
Residencia del Gobernador en 1926, actual Museo Histórico Regional.

La ciudad de Formosa cuenta con varios museos, el más importante es el museo Museo Histórico Regional Juan Pablo Duffard que se encuentra en el cruce de la Avenida 25 de Mayo y Belgrano, lugar que fuera casa del por entonces gobernador Coronel Ignacio Fotheringham primer gobernador de los territorios del Chaco, construida a finales del siglo XIX. Allí se exhiben una gran variedad de objetos que datan de la Guerra de la Triple Alianza, de los cuales muchos de ellos se han encontrado en la Laguna Oca del río Paraguay
También se encuentra la Casa del Dr. Esteban Laureano Maradona, que alberga instrumentales clínicos y objetos de uso cotidiano del doctor.
Otro museo importante es el Artesanal Qomp Toba, que cuenta con un amplio salón que nos cuenta la vida de estos grupos originarios y sus familias.
Es de destacar el Museo de Policía de Territorios Nacionales, situado en el Barrio 2 de Abril, donde se exhiben objetos, indumentarias y armas, pertenecientes a la Policía de Territorios Nacionales, importante cuerpo policial de los nuevos territorios incorporados al Estado Nacional a fines del siglo XIX.

## Aspectos generales

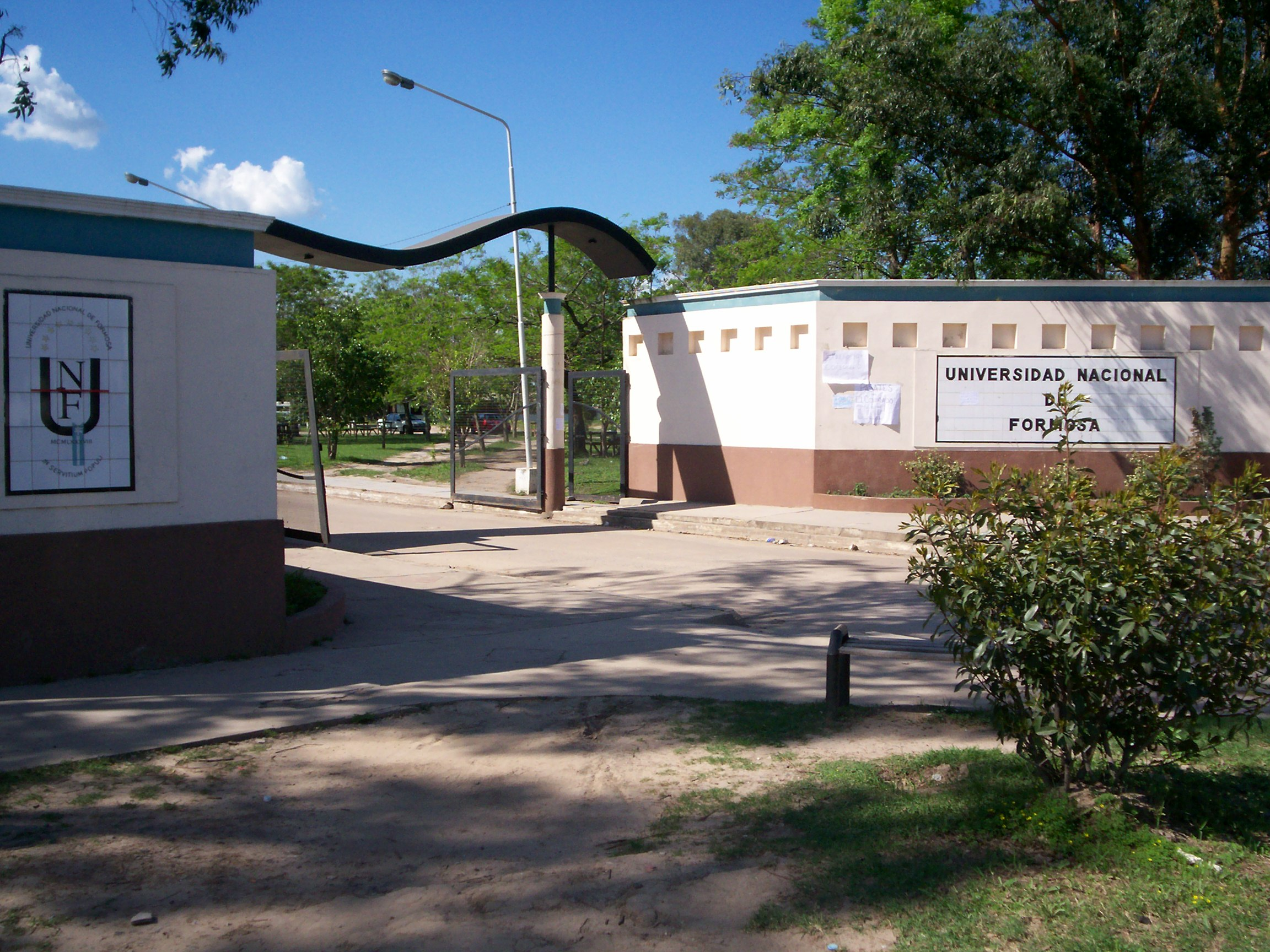
Sede de la Universidad Nacional de Formosa.

### Educación
Además de los establecimientos de formación obligatoria, funcionan en la ciudad varios Institutos Terciarios y Superiores, destinados a diversas áreas de estudio, como la Universidad Nacional de Formosa, fundada en 1988.
La educación inicial, primaria y secundaria cuenta con gran cantidad de establecimientos en los diferentes barrios de la ciudad. Según estimaciones, más de 40.000 alumnos de entre 5 a 17 años concurren a establecimientos escolares en la ciudad de Formosa.[cita requerida]
Uno de los colegios secundarios con mayor prestigio de la ciudad y provincia de Formosa, es la Escuela de Educación Técnica N° 1, conocida como Colegio Industrial. Sus egresados cuentan con un título habilitante para el desempeño en el ámbito laboral. Contando con sus 3 especialidades, Maestro Mayor de Obras, Técnico Electromecánico y Técnico Electrónico. 
La Universidad Nacional de Formosa tiene cuatro facultades: Recursos Naturales, Ciencias Económicas, Humanidades y Ciencias de la Salud. La de mayor población estudiantil es la de Humanidades, donde se encuentran las carreras docentes y Psicopedagogía, seguida por la de Ciencias de la Salud, Recursos Naturales y Economía. La mayor parte del estudiantil universitario es originaria de localidades del interior provincial, y en algunas carreras de Salud también se observan alumnos de origen chaqueño, correntino y salteño, como así también provenientes de países vecinos como Paraguay y Brasil.
En el edificio del Colegio Dr. Laureano Maradona, funcionan las instalaciones de la Universidad Católica de Salta (UCASAL) con el dictado a distancia de la carrera Abogacía, Contador Público, y la Lic. en Administración de Empresas, muy desprestigiada por su carenciado nivel de enseñanza (basado solamente en clases satelitales de 3 horas semanales). El año 2008 fue el año en que desembarcaron en la ciudad dos importantes universidades privadas en la Argentina: la Universidad del Siglo XXI, con el dictado, también semipresencial, de la carrera Abogacía, y la Universidad de la Cuenca del Plata, cuya sede principal está en Corrientes, y cuyo edificio propio funciona sobre la calle Córdoba, en el populoso y céntrico barrio Independencia, con el dictado de cuatro carreras con modalidad presencial: Abogacía, Psicología, Nutrición y Contador Público Nacional.

#### Escuelas primarias
- Escuela N° 1 José de San Martín
- Escuela N° 2 Domingo Faustino Sarmiento
- Escuela N° 3 Doctor Luis Sáenz Peña
- Escuela N° 58 Bernardino Rivadavia

#### Universidades
- Universidad Nacional de Formosa.
- Universidad de la Cuenca del Plata.
- Universidad Siglo 21.
- Universidad Católica de Salta
- Universidad Kennedy

### Deporte
Fútbol: cuenta con clubes sociales y deportivos que abundan en la ciudad como el San Martín, La Paz, 8 de Diciembre, Chacra Ocho, Independencia, Fontana, Ferroviario, etc. que animan los fines de semana los campeonatos locales en todas las categorías; así también es de destacar la presencia de equipos formoseños en los campeonatos regionales y nacionales de fútbol, como ser el Club Sportivo Patria y Sol de América, ambos en el Torneo Federal A, y Defensores de Formosa en el Argentino C.
| Clubes de fútbol | Clubes de fútbol         | Clubes de fútbol         | Clubes de fútbol             | Clubes de fútbol                |
| Club             | Club                     | Fundación                | Estadio                      | Liga                            |
| ---------------- | ------------------------ | ------------------------ | ---------------------------- | ------------------------------- |
|                  | Club Sportivo Patria     | 14 de octubre de 1911    | Antonio Romero               | Torneo Regional Federal Amateur |
|                  | Club Sportivo San Martín | 08 de abril de 1941      | 17 de Octubre                | Liga Formoseña de Fútbol        |
|                  | Sol de América           | 05 de enero de 1947      | Sol de América               | Liga Formoseña de Fútbol        |
|                  | Primero de Mayo          | 11 de noviembre de 1937  | Sol de América               | Liga Formoseña de Fútbol        |
|                  | Ferroviario              |                          |                              | Liga Formoseña de Fútbol        |
|                  | Chacra 8                 | 08 de agosto de 1941     | Estadio Desiderio Ibarra     | Liga Formoseña de Fútbol        |
|                  | Fontana                  | 14 de junio de 1914      | Estadio Antonio "Coco" Fores | Liga Formoseña de Fútbol        |
|                  | Sarmiento                |                          |                              | Liga Formoseña de Fútbol        |
|                  | Defensores de Formosa    |                          |                              | Liga Formoseña de Fútbol        |
|                  | Independiente de Fontana | 08 de septiembre de 1987 |                              | Liga Formoseña de Fútbol        |
|                  | Sol de Mayo              | 11 de octubre de 1935    |                              | Liga Formoseña de Fútbol        |

Rugby: El rugby en esta provincia es un deporte que esta floreciendo, eso quiere decir que es un deporte joven. Formosa ya se encuentra en el mapa del rugby a nivel nacional por lo cual integra el URNE. Formosa tiene sus 7 clubes principales: Aguara Rugby Hockey Club (el actual campeón de todas las categorías a nivel provincial), Chajá , Caza y Pesca, Quompi, San Cipriano y Aborigen.
Vóley: en los últimos años ha crecido la importancia de este deporte en la provincia y la ciudad capital. En categorías masculino y femenino, con el equipo de La Unión de Formosa, que participó en la categoría más alta, la Liga Argentina de Voleibol, y donde participaron figuras como Marcos Milinkovic y Jorge Elgueta, cuyo paso dio mayor impulso a esta disciplina.
Básquet: luego de lograr el ascenso, el equipo de básquet de La Unión de Formosa se ubicó en lo más alto de la Liga Nacional.
Otros deportes: se está difundiendo en los últimos tiempos deportes como el Fútbol 5 o Fútbol de Salón, judo, natación, hockey, paddle y tenis. En natación, se han logrado importantes premios a nivel nacional y regional.
Posee obras de envergadura para espectáculos deportivos como el Estadio de la Liga Formoseña de Fútbol Antonio Romero, y los Polideportivos Centenario y Cincuentenario, este último para más de 4500 espectadores. Fue sede del campeonato latinoamericano de básquetbol Sub-19, el Preolímpico de vóley. Es el más importante del NEA, y uno de los más grandes de la Argentina.

### Estadios
- Estadio Antonio Romero.
- Estadio Sol de América.
- Estadio Cincuentenario.
- Estadio Centenario.
- Estadio Carlos Cleto Castañeda.
- Estadio del Club Sarmiento

### Religión

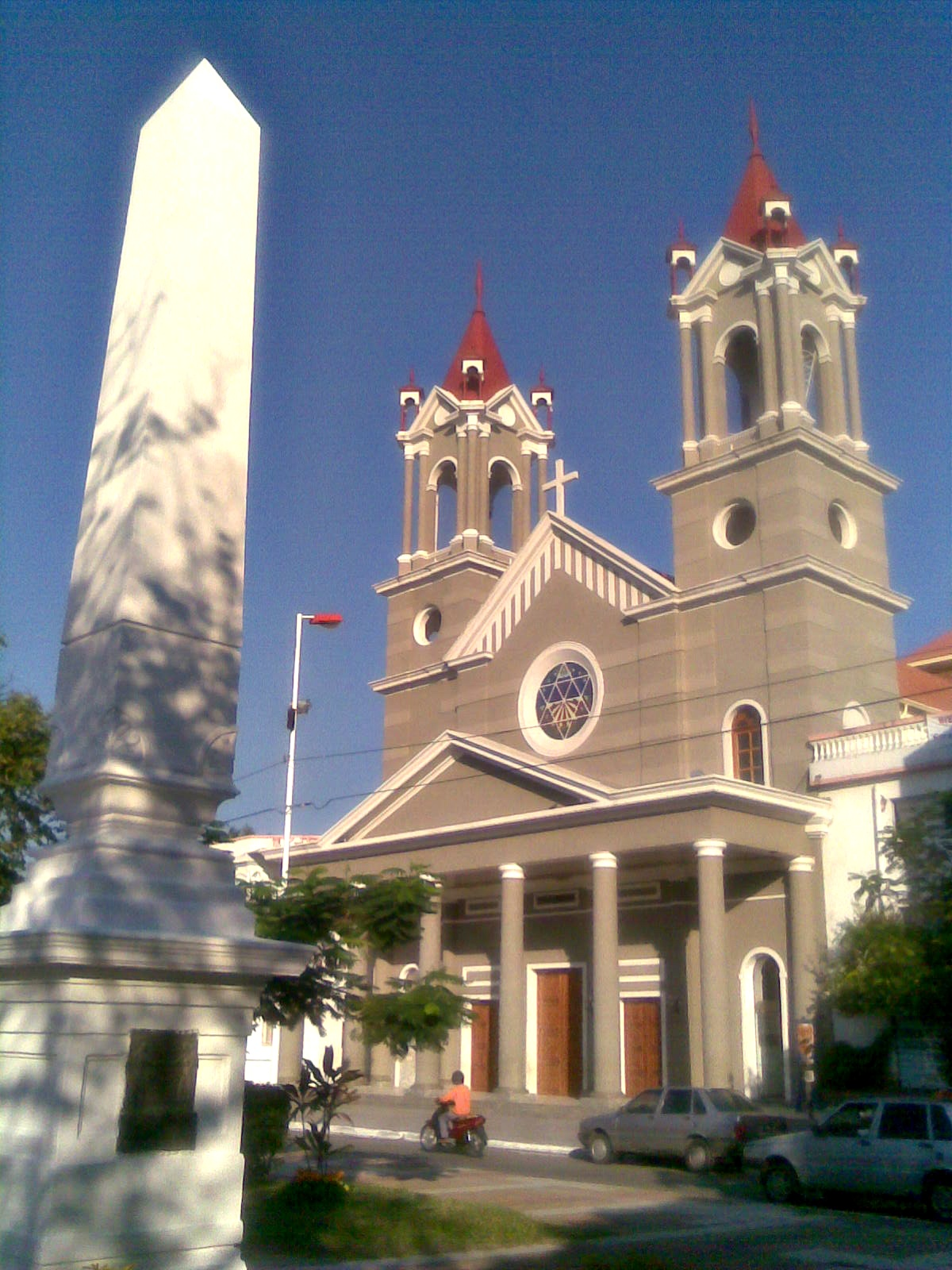
Catedral de la ciudad.

El culto practicado por la mayoría de la población es el católico siendo cabecera espiritual de la provincia la diócesis de Formosa con asiento en la Iglesia Catedral Nuestra Señora del Carmen, donde se encuentra la primera imagen que llegó al territorio con los primeros colonos, en la segunda mitad del siglo XIX. Otra veneración importante e histórica en la vida urbana es la de San Antonio de Padua, cuyo templo está en el Barrio San Antonio, a pocos km del centro de la ciudad, antiguo asentamiento de colonos italianos, declarado Monumento Histórico por el municipio.
Existen diversos cultos, como la Iglesia Evangélica Pentecostal, la Iglesia Adventista del Séptimo Día, la Iglesia de Jesucristo de los Últimos Días, la de la Asamblea de los Testigos de Jehová, la Iglesia de los Mormones, y un centro de ateos, entre otras, que cuentan con sus respectivas sedes y gran cantidad de fieles.

### Personas destacadas
{ÁP|Categoría:Formoseños (capital)}}

## Salud
La ciudad de Formosa cuenta con un moderno hospital de alta complejidad único en la región que atiende a pacientes de la provincia, del NEA e inclusive de Paraguay.
Además posee centros de salud para prevención y atención primaria; el antiguo Hospital Central; el Hospital de La Madre y el Niño, dos hospitales de segundo y tercer nivel en construcción así como un nuevo hospital odontológico, y numerosos sanatorios y clínicas privadas.
Cuenta con un sistema de Gestión Hospitalaria en línea que proporciona una Historia Clínica Única y digital. El sistema Informático Hospitalario es utilizado además para la recuperación de gastos. En el Hospital de Alta Complejidad se encuentra el Sistema de Gestión Hospitalaria SIHAC, y el SIGO en el Hospital Central, el Hospital de La Madre y el Niño y el Hospital Odontológico de la ciudad de Formosa.

## Sistema de gobierno
La ciudad de Formosa se encuentra administrada por la Municipalidad de la ciudad, de carácter autárquico. Se compone por un Departamento Ejecutivo (liderado por el Intendente), Legislativo (el Concejo Deliberante), Judicial (a cargo de la Cámara Municipal de Apelaciones, y los jueces de faltas distribuidos en los dos Juzgados de Faltas de la ciudad).
El Concejo Deliberante de Formosa es el que más miembros posee en toda la provincia, debido a que es el único municipio que comprende hasta ahora a más de 100 000 habitantes en la provincia. Estos son doce en total y son llamados concejales. El Concejo se encuentra encabezado por el presidente del Concejo, seguido por el vicepresidente primero y vicepresidente segundo del Concejo. 
El Departamento Ejecutivo se encuentra a cargo del Intendente de la ciudad de Formosa, el cual determina quienes integraran el gabinete municipal. Dentro del gabinete, los Secretarios se encargaran de refrendar los actos del Intendente que sean materia de su competencia. Cada Secretaría Municipal tiene a cargo una repartición del Ejecutivo. Estas a la vez tienen bajo su dependencia subsecretarías, las cuales tratan competencias más específicas. Generalmente las Subsecretarías, como la de Tránsito y Transporte, se subdividen en Direcciones Generales, integradas estas por Direcciones y Departamentos. 
En las elecciones de 2007 Fernando De Vido fue reelecto en el cargo de intendente, para ejercer el periodo 2007-2011.
Los últimos intendentes de la ciudad fueron:
- Cristino Caballero (1995 - 1999)
- Gabriel Hernández (1999 - 2003)
- Fernando De Vido (2003 - 2015)
- Jorge Jofré (2015 - actualidad)

## Despliegue de las Fuerzas Armadas
| Unidades de la Guarnición Militar Formosa                               | Sigla            |
| ----------------------------------------------------------------------- | ---------------- |
| Regimiento de Infantería de Monte 29 Coronel Ignacio José Javier Warnes | RI Mte 29        |
| Compañía de Cazadores de Monte 19                                       | Ca Caz Mte 19    |
| Sección de Inteligencia Formosa                                         | Sec Icia Formosa |

## Medios de transporte

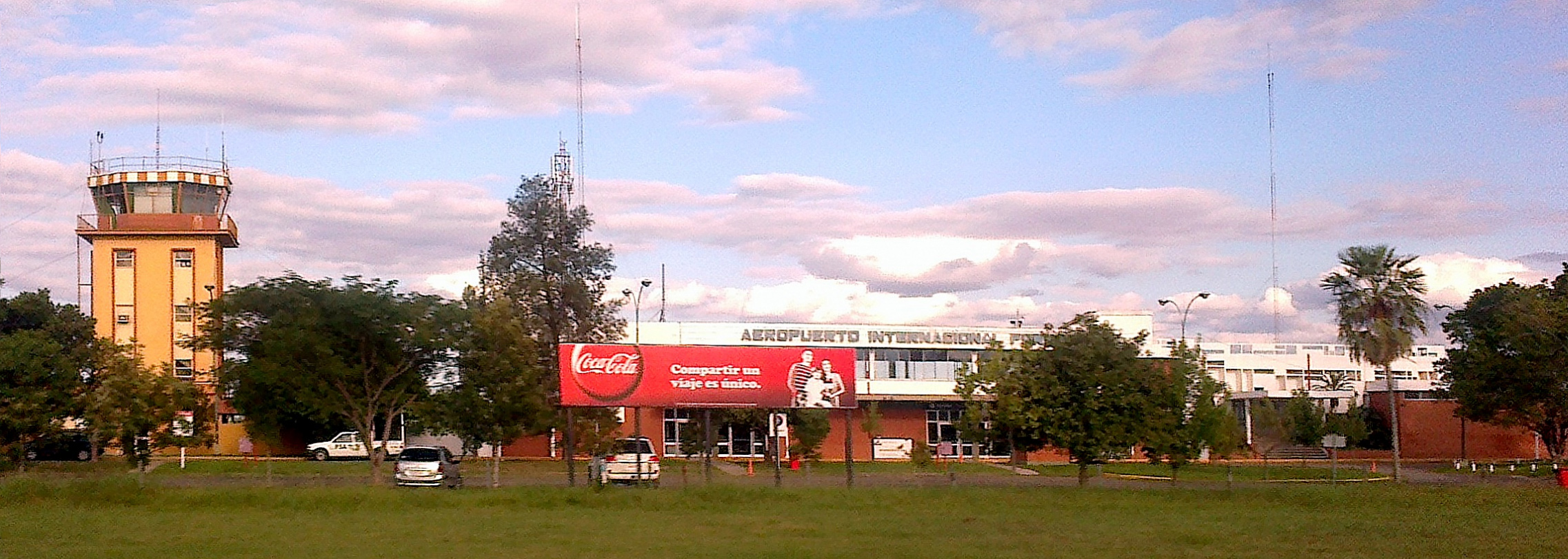
Aeropuerto Internacional de Formosa

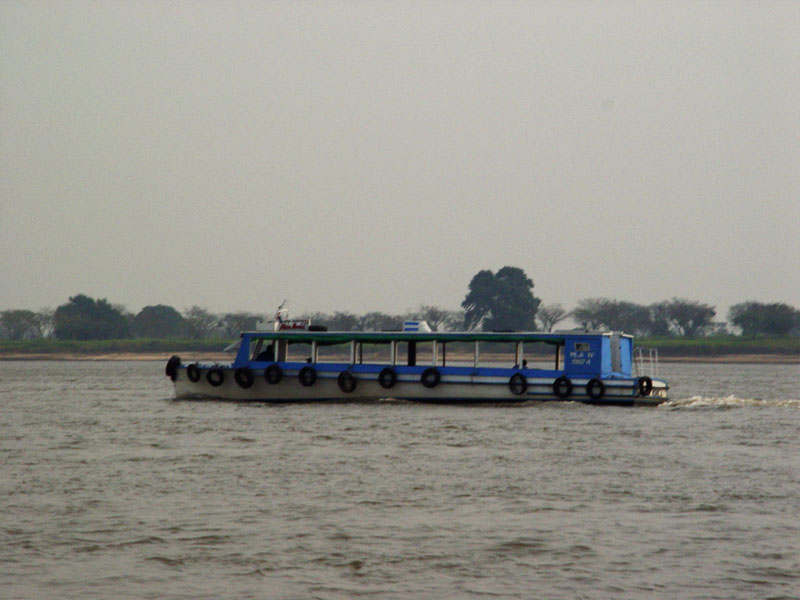
Transporte fluvial entre Formosa y Alberdi (Paraguay)

- Estación Terminal de Ómnibus de Formosa de media y larga distancia, con gran movimiento de pasajeros durante todo el año. Operan en la ciudad varias empresas de transporte nacional e internacional, cuyos destinos más usuales son Buenos Aires, Rosario, Corrientes, Resistencia, Córdoba, Mendoza, Posadas, Salta y Asunción (Paraguay).
- Aeropuerto Internacional de Formosa, con vuelos diarios hacia Buenos Aires, con escalas en Corrientes o Resistencia.
- Puerto de Formosa, con servicios de lanchas desde y hacia Alberdi (Paraguay).
- Ferrocarril General Belgrano, que actualmente no se encuentra en funcionamiento. En el ramal próximo al puerto, sus vías fueron desmanteladas y el edificio donde se encontraba la estación fue convertido en museo, mientras que los galpones de sus talleres mecánicos fueron convertidos en una gran feria.
- Transporte público y semipúblico de pasajeros: la ciudad de Formosa cuenta con modernas unidades alcanzando estándares internacionales, brindadando al usuario además aire acondicionado mientras se viaja; también existen agencias de taxis y remisses.

## Parroquias de la Iglesia católica
| Diócesis   | Formosa |
| ---------- | --- |
| Parroquias | Catedral Nuestra Señora del Carmen, San Luis Rey de Francia, Santa María Nuestra Señora de la Esperanza, Nuestra Señora de Itatí, Nuestra Señora del Rosario, María Madre de la Iglesia, San Francisco de Asís, Sagrada Familia, San Miguel Arcángel |

## Hermanamientos
- Coyuca de Catalán, Guerrero, México (2007)
- Asunción, Paraguay